# Olympische Winterspiele 2006/Skeleton
Bei den XX. Olympischen Winterspielen 2006 fanden zwei Wettbewerbe im Skeleton statt. Austragungsort war die Bahn Cesana Pariol in der Nähe des Dorfes Cesana Torinese, 97 Kilometer westlich von Turin. Sie war 1435 Meter lang, hatte 19 Kurven und überwand eine Höhendifferenz von 114 Metern; es wurden Höchstgeschwindigkeiten von bis zu 130 km/h erreicht. Die Zuschauerkapazität entlang der Strecke betrug 7.000 (davon 3.624 Sitzplätze).

## Bilanz

### Medaillenspiegel
| Platz | Land           | Gold | Silber | Bronze | Gesamt |
| ----- | -------------- | ---- | ------ | ------ | ------ |
| 1     | Kanada         | 1    | 1      | 1      | 3      |
| 2     | Schweiz        | 1    | –      | 1      | 2      |
| 3     | Großbritannien | –    | 1      | –      | 1      |

### Medaillengewinner
| Konkurrenz | Gold                | Silber         | Bronze                |
| ---------- | ------------------- | -------------- | --------------------- |
| Männer     | Duff Gibson         | Jeff Pain      | Gregor Stähli         |
| Frauen     | Maya Pedersen-Bieri | Shelley Rudman | Mellisa Hollingsworth |

## Ergebnisse
(alle Laufzeiten in Sekunden, Gesamtzeiten in Minuten)

### Männer
| Platz | Land | Sportler            | 1. Lauf | 2. Lauf | Gesamt  |
| ----- | ---- | ------------------- | ------- | ------- | ------- |
| 1     | CAN  | Duff Gibson         | 57,80   | 58,08   | 1:55,88 |
| 2     | CAN  | Jeff Pain           | 57,98   | 58,16   | 1:56,14 |
| 3     | SUI  | Gregor Stähli       | 58,39   | 58,41   | 1:56,80 |
| 4     | CAN  | Paul Boehm          | 58,61   | 58,45   | 1:57,06 |
| 5     | GBR  | Kristan Bromley     | 58,35   | 58,75   | 1:57,10 |
| 6     | USA  | Eric Bernotas       | 58,43   | 58,76   | 1:57,19 |
| 7     | LAT  | Martins Dukurs      | 58,79   | 58,60   | 1:57,39 |
| 8     | GBR  | Adam Pengilly       | 58,37   | 59,09   | 1:57,46 |
| 9     | GER  | Sebastian Haupt     | 58,48   | 59,10   | 1:57,58 |
| 10    | NZL  | Ben Sandford        | 59,16   | 58,60   | 1:57.76 |
| 11    | JPN  | Kazuhiro Koshi      | 59,28   | 59,24   | 1:58,52 |
| 12    | ITA  | Maurizio Oioli      | 59,28   | 59,24   | 1:58,52 |
| 13    | AUT  | Martin Rettl        | 59,23   | 59,53   | 1:58,76 |
| 14    | FRA  | Philippe Cavoret    | 59,79   | 59,08   | 1:58,87 |
| 15    | RUS  | Alexander Tretjakow | 59,71   | 59,32   | 1:59,03 |
| 16    | AUT  | Markus Penz         | 59,55   | 59,51   | 1:59,06 |
| 17    | USA  | Kevin Ellis         | 59,46   | 59,75   | 1:59,21 |
| 18    | JPN  | Masaru Inada        | 59,63   | 59,74   | 1:59,37 |
| 19    | BER  | Patrick Singleton   | 60,06   | 59,75   | 1:59,81 |
| 20    | IRL  | David Connolly      | 59,97   | 60,00   | 1:59,97 |
| 21    | RSA  | Tyler Botha         | 59,43   | 60,63   | 2:00,06 |
| 22    | AUS  | Shaun Boyle         | 60,13   | 60,00   | 2:00,13 |
| 23    | KOR  | Kang Kwang-bae      | 60,41   | 59,88   | 2:00,29 |
| 24    | GER  | Frank Rommel        | 59,94   | 60,41   | 2:00,35 |
| 25    | USA  | Chris Soule         | 60,33   | 60,90   | 2:01,23 |
| 26    | CRO  | Nicola Nimac        | 61,86   | 62,44   | 2:04,30 |
| 27    | LIB  | Patrick Antaki      | 63,01   | 61,43   | 2:04,44 |

Datum: 17. Februar 2006, 17:30 Uhr (1. Lauf), 19:00 Uhr (2. Lauf)
27 Teilnehmer aus 19 Ländern, alle in der Wertung.
Der Kanadier Duff Gibson war mit 39 Jahren der älteste Sieger einer Individualsportart bei Olympischen Winterspielen. In beiden Durchgängen fuhr er die Laufbestzeit.

### Frauen
| Platz | Land | Sportlerin            | 1. Lauf | 2. Lauf | Gesamt  |
| ----- | ---- | --------------------- | ------- | ------- | ------- |
| 1     | SUI  | Maya Pedersen-Bieri   | 59,64   | 60,19   | 1:59,83 |
| 2     | GBR  | Shelley Rudman        | 60,57   | 60,49   | 2:01,06 |
| 3     | CAN  | Mellisa Hollingsworth | 60,39   | 61,02   | 2:01,41 |
| 4     | GER  | Diana Sartor          | 60,29   | 61,40   | 2:01,69 |
| 5     | ITA  | Costanza Zanoletti    | 60,99   | 61,18   | 2:02,17 |
| 6     | USA  | Katie Uhlaender       | 60,87   | 61,43   | 2:02,30 |
| 7     | SUI  | Tanja Morel           | 60,85   | 61,65   | 2:02,50 |
| 8     | GER  | Anja Huber            | 61,12   | 61,44   | 2:02,56 |
| 9     | NOR  | Desirée Bjerke        | 60,92   | 61,70   | 2:02,62 |
| 10    | CAN  | Lindsay Alcock        | 61,26   | 61,59   | 2:02,85 |
| 11    | RUS  | Swetlana Trunowa      | 61,23   | 61,83   | 2:03,06 |
| 12    | NZL  | Louise Corcoran       | 61,06   | 62,03   | 2:03,09 |
| 13    | AUS  | Michelle Steele       | 61,26   | 62,21   | 2:03,47 |
| 14    | JPN  | Eiko Nakayama         | 61,82   | 62,10   | 2:03,92 |
| 15    | POL  | Monika Wołowiec       | 62,31   | 62,99   | 2:05,30 |

Datum: 16. Februar 2006, 17:30 Uhr (1. Lauf), 18:30 Uhr (2. Lauf)
15 Teilnehmerinnen aus 12 Ländern, alle in der Wertung.
Die Schweizerin Maya Pedersen-Bieri gewann souverän die Goldmedaille. Sie erzielte in beiden Läufen Bestzeit, fuhr als Einzige einen Lauf unter einer Minute, stellte einen neuen Bahnrekord auf und erzielte mit 123,1 km/h einen neuen Geschwindigkeitsrekord.